# 南王庄镇
南王庄镇，是中华人民共和国河北省衡水市安平县下辖的一个乡镇级行政单位。

## 行政区划
南王庄镇下辖以下地区：
南王庄村、南王宋村、王刘乡村、张刘乡村、野营村、杏贡村、东大转村、西大转村、李大转村、周大转村、闫大转村、角南村、角北村、中角村、李庄村、前辛庄村、后辛庄村、谢疃村、庄窠头村、伍新村、前赵疃村、后赵疃村、谷家佐村、宅后寺村和东河疃村。